# 寇特·舒特
寇特·里昂·舒特（英語：Kurt Leon Sutter，1960年5月5日—），美國男編劇、導演、製片人和演員。較知名的是擔任FX《飆風不歸路》（2008年至2014年）的主創，並也在當中編劇、執導和演出了數集。他的妻子凱蒂·賽高也是《飆風不歸路》的演員。

## 個人生活
2004年10月2日，舒特在他加利福尼亞州洛杉磯洛斯費利茲的家中舉行一場私人婚禮，並與女演員凱蒂·賽高結婚。他們的第一個孩子——女兒艾斯梅·露薏絲（Esme Louise）出生於2007年1月10日。艾斯梅由一名代理孕母來照顧。
舒特本身是名動物權利活動家，也是個素食主義者。

## 外部連結
- Kurt Sutter在互联网电影资料库（IMDb）上的資料（英文）
- Sutter Ink Blog（页面存档备份，存于）
- 寇特·舒特的X（前Twitter）
- Interview with Kurt Sutter（页面存档备份，存于）